# 工读学校
工讀學校是中華人民共和國在大陸地區設置的一類特殊教育學校。根據中華人民共和國官方的定義，工讀學校是「對有違法和輕微犯罪的中學生進行特殊教育的學校」。工讀學校的管理比中華人民共和國的同級學校要嚴格，學生平時住校，週末回家。學制一般爲兩年。這種學校原來屬於「半工半讀」的性質，但目前已經普遍不要求學生進行勞動。在1999年之前，學校報當地公安部門，或公安部門報當地教育部門同意後即可將相關學生送入工讀學校，但自1999年《中華人民共和國預防未成年人犯罪法》實施後，在家長（或監護人）、學校，以及公安局三方面同意之後，才可以將相關學生送入工讀學校。
雖然相關法律規定工讀學校的學生在畢業後「不應受歧視」，但實際上中華人民共和國的社會普遍對工讀學校的學生存在偏見甚至歧視。雖然官方認爲「工讀學校發揮了巨大作用」，但亦有文章對工讀學校的矯正效果提出了質疑。大多數工讀學校目前都面臨招生困難、校外延伸教育欠缺等困局。
近年來，因爲多種因素，中華人民共和國的工讀學校數量銳減。截至2009年，中華人民共和國還有72所工讀學校。

## 歷史
中華人民共和國的工讀學校據信源於蘇聯於蘇德戰爭時設立的「工讀教育學校」。不同的是，當時蘇聯的工讀教育學校主要招收蘇聯的戰爭孤兒。1949年，中華人民共和國成立後，在時任北京市委第一書記的彭真等人的倡導下，工讀學校被引入了中華人民共和國，惟該類學校變成了管教「壞孩子」的專門學校。1955年7月1日，中華人民共和國首所工讀學校北京海淀寄讀學校開辦
。到1966年，中華人民共和國已有工讀學校200餘所，但大多數工讀學校於文革期間都一度停辦。1987年，中國共青團中央下發《關於辦好工讀學校的幾點意見》，被認爲是「第一次系統地對工讀學校作了規定」。1995年，《中華人民共和國預防未成年人犯罪法》實施後，在家長（或監護人）、學校，以及公安局三方面同意之後，才可以將相關學生送入工讀學校，而在此之前，學校報當地公安部門，或公安部門報當地教育部門同意後即可將相關學生送入工讀學校。同時，工讀學校的官方定義也發生了變化，1995年之前，官方將工讀學校的培養目標定義爲「把具有輕微犯罪行爲的學生，通過半工半讀教育成『自食其力的社會主義勞動者』」，而在此之後，官方將其職能改爲「接納厭學和行爲偏常的『問題學生』」。
在歷史上，曾有工讀學校被用作五七幹校、嚴打時期的拘留所的案例。甚至有工讀學校爲了緩解壓力而在學校開辦工廠。
中華人民共和國女作家柯岩曾在1984年出版了以工讀學校爲背景的小說《尋找回來的世界》。該小說隨後被改編爲電視劇，在該國獲強烈反響。

## 現狀
目前，中華人民共和國的工讀學校已普遍不要求學生進行勞動。
近年來，工讀學校數量銳減。截至2007年，中華人民共和國還有76所工讀學校，且大都面臨困境。在現有制度和社會觀念下，工讀學校很難招到學生，其社會聲譽也不佳。一些父母對在工讀學校學習的子女採取逃避、放任的態度。在工讀學校工作的教師亦有待遇低、壓力大的抱怨。
另一方面，工讀學校自身也存在辦學條件差、模式不規範的問題。

## 評價與爭議
有觀點認爲工讀學校有必要繼續存在，惟需進行改革。
中國人民大學社會學系教授郭星華認爲，工讀學校會對未成年人造成心理傷害。
河南日報上的一篇文章稱，很多工讀學校的學生在離開工讀學校後，會「故態復萌」。對此，一名工讀學校校長認爲，應該「加強工讀學校和普通學校的交流」。